# Parla con me
«Parla con me» (с итал. — «Поговори с мной») — сингл известного итальянского певца и композитора Эроса Рамаццотти, который был выпущен 24 апреля 2009 года. Песня написана самим Рамаццотти, в соавторстве с Клаудио Гвидетти и Аделио Кольиати, с которыми он также написал и свои предыдущие хиты — «Cose della vita», «Un Altra Te» и другие.
Это первый сингл из студийного альбома Эроса «Ali e radici». Существует также версия и на испанском языке — «Dímelo a mí».

## Сингл
«Поговори со мной» был выпущен на CD 24 апреля 2009 года, и стал доступен для скачивания и радиоэфира в тот же день. Рамаццотти заявил, что с помощью данной песни он попытался завести диалог с молодым поколением.

## Видеоклип
Музыкальное видео было снято Марком Класфельдом в Лос-Анджелесе, а премьера на сайте «La Repubblica» состоялась 27 апреля 2009 года. Видео рассказывает о нескольких персонажах, которые общаются только с помощью текстовых сообщений или электронной почты, даже когда находятся очень близко друг к другу. Между ними ходит Эрос и исполняет свою песню. Видео заканчивается показом телефона в луже, который некая девушка выкинула в середине клипа.

## Хит-парады

### Италия
| Место | 14 | 1 | 4 | 4 | 4 | 9 | 9 | 7 | 13 | 17 | 14 | - | 22 | 19 | 17 | 15 | 19 | 17 |

### Другие страны
| Неделя     | Место |
| ---------- | ----- |
| Аргентина  | 89    |
| Австрия    | 31    |
| Греция     | 33    |
| Италия     | 1     |
| Нидерланды | 83    |
| Словакия   | 48    |
| Испания    | 41    |
| Швейцария  | 8     |
| Венгрия    | 3     |